# Rata roquera de Carpentària
La rata roquera de Carpentària (Zyzomys palatalis) és una espècie de mamífer rosegador de la família dels múrids. És endèmic d'Austràlia. Els seus hàbitats naturals són les bardisses situades a barrancs i els boscos que envolten zones de selva. Està amenaçat per la petitesa de la seva distribució i la gran especificitat del seu hàbitat. El seu nom específic, palatalis, significa ‘palatal’ en llatí.